# L'Évangile du monstre en spaghettis volant
L'Évangile du monstre en Spaghettis volant est un livre satirique écrit par Bobby Henderson qui incarne les principales croyances de la religion parodique de l'Église du monstre en spaghettis volant ou du pastafarianisme,. Le Flying Spaghetti Monster (FSM) a été créé par Bobby Henderson dans une lettre ouverte au Kansas State Board of Education, au sein de laquelle il a parodié le concept de dessein intelligent. Après qu'Henderson a publié la lettre sur son site Web, elle est devenue un phénomène Internet et a été publiée dans de nombreux grands journaux, qui ont attiré l'attention des éditeurs de livres. Publié en mars 2006 par Villard Books, The Gospel (L'Évangile) développe les croyances et les pratiques pastafariennes établies dans la lettre ouverte.

## Contenu
L'Évangile comprend un mythe de la création, un ensemble de huit « trucs que j'aimerais autant que vous fassiez pas », un guide pour évangéliser, et traite de l'histoire et du mode de vie du point de vue pastafarien. Henderson utilise la satire pour montrer les défauts du créationnisme et démontre l'existence du monstre en spaghettis volant, offrant une alternative au mouvement du dessein intelligent. Le livre, qui s'est vendu à plus de 100 000 exemplaires, a été généralement bien reçu par la critique.

## Réception critique
Scientific American a décrit L'Évangile comme "une parodie élaborée sur le dessein intelligent" et "très drôle". En 2006, il a été nommé pour le prix Quill en humour mais n'a pas gagné. Wayne Alan Brenner de The Austin Chronicle a décrit le livre comme "un peu de soulagement comique nécessaire dans la bataille trop sérieuse entre la science et la superstition". Simon Singh du Daily Telegraph a écrit que l'Évangile "pourrait être légèrement répétitif ... mais dans l'ensemble, c'est un joyau brillant, provocateur, plein d'esprit et important". Les critiques de l'Université de Pittsburgh et de l'Université d'État de Pennsylvanie étaient généralement positives à propos du livre. 
Dans son livre Pour en finir avec Dieu, le biologiste Richard Dawkins a commenté: "Je suis heureux de voir que l'Évangile du monstre en spaghetti volant a été publié sous forme de livre, avec beaucoup de succès". Pendant ce temps, Casey Luskin du Discovery Institute, la plaque tournante du mouvement du dessein intelligent, a qualifié l'Évangile de "moquerie du Nouveau Testament chrétien". 

## Sources
- Bobby Henderson. L'évangile du monstre spaghetti volant . (2006).  (ISBN 0-8129-7656-8)
  - Cette version a une couverture blanche montrant une version à couverture rigide avec ruban, l'édition à couverture rigide britannique de HarperCollins a ensuite utilisé le dessin représenté.
- Bobby Henderson. The Gospel of the Flying Spaghetti Monster (couverture rigide). (2006).  (ISBN 0-00-723160-1)